# (3126) Davydov
(3126) Davydov (1969 TP1; 1971 BG2; 1974 RF1; 1979 RW) ist ein ungefähr 14 Kilometer großer Asteroid des äußeren Hauptgürtels, der am 8. Oktober 1969 vom russischen (damals: Sowjetunion) Astronomen Nikolai Stepanowitsch Tschernych am Krim-Observatorium (Zweigstelle Nautschnyj) auf der Halbinsel Krim (IAU-Code 095) entdeckt wurde. Er gehört zur Eos-Familie, einer Gruppe von Asteroiden, die nach (221) Eos benannt ist.

## Benennung
(3126) Davydov wurde nach dem Offizier, Schriftsteller und Dichter Denis Wassiljewitsch Dawydow (1784–1839) aus dem Russischen Kaiserreich benannt, der als Held des Vaterländischen Krieges 1812 geehrt wird.